# 康拉德一世 (馬佐夫舍)
康拉德一世（馬佐夫舍）（波蘭語：Konrad I Mazowiecki；1187年/1188年—1247年8月31日），波蘭皮亞斯特王朝馬佐夫舍公爵（1194年－1247年）及波蘭最高的公爵克拉科夫大公（1229年－1230年）、（1230年－1232年）及（1241年－1243年）。

## 生平
康拉德一世是波蘭公爵波列斯瓦夫三世幼子卡齊米日二世與妻子茲諾伊莫的海倫的幼子、白公爵莱谢克一世之弟。
父親在卡齊米日二世於1194年逝世，當時兄長莱谢克一世只有七、八歲，因為他的年幼，皮亞斯特王朝便為了由誰繼位為大公而產生糾紛。以克拉科夫主教佩烏卡為首的教會貴族，出於對卡齊米日二世昔日對教會的慷慨，而力主由萊謝克繼位；而以督軍米柯瓦伊為首的世俗領主則支持卡齊米日二世的兄長大波蘭公爵「年老的」梅什科三世重新繼位。最後以萊謝克成功繼任大公，而由其母海倫和克拉科夫主教佩烏卡組織攝政委員會，執掌政權。但是伯父梅什科三世不單重掌小波蘭，更因為得到西里西亞的貴族所支持而於1195年興兵進軍克拉科夫。這段時間，年幼的康拉德亦是由母親海倫撫養。

## 馬佐夫舍公爵
由於梅什科三世在1195年9月13日的穆茲加瓦兵敗負傷，最終只能放棄對小波蘭的控制。穆茲加瓦之敗讓梅什科三世意識到要以武力奪取權位是十分困難的，因此他開始透過與海倫和談，終於在1198年重返小波蘭，三度登上波蘭大公之位，而莱谢克一世在和議中得到小波蘭及庫亞維，加上父親的領地桑多梅日，莱谢克一世將馬佐夫舍及庫亞維交給弟弟康拉德，而自己則統治桑多梅日及謝拉茲-文奇察。康拉德成為馬佐夫舍公爵，統治馬佐夫舍及庫亞維兩地。

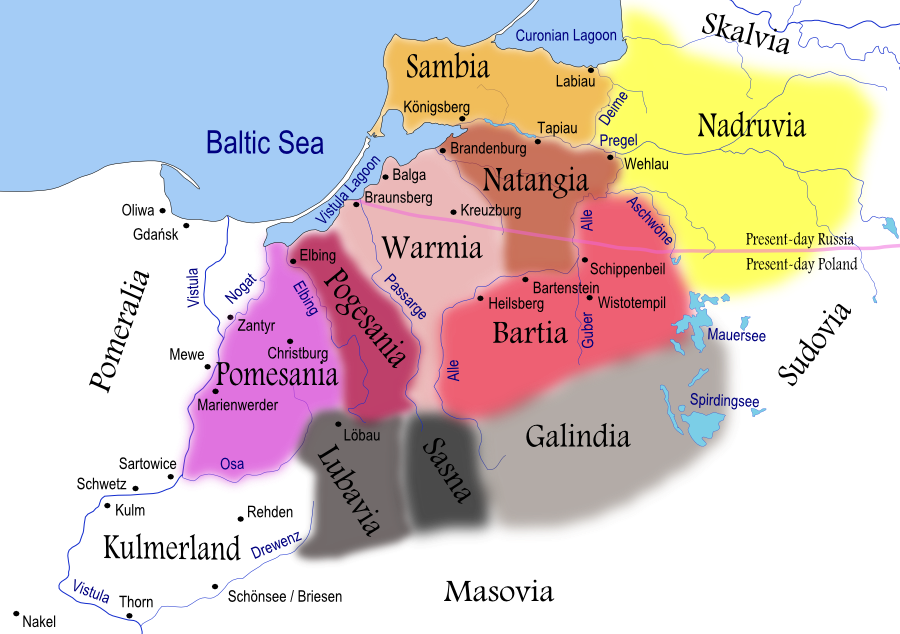
13世紀的普魯士部落（彩色地區）與庫爾默蘭（Kulmerland），西南部白色已在條頓騎士團的控制下

為了擴大他的統治地位，在教宗諾森三世的同意下，康拉德在1209年的十字軍東征中試圖征服普魯士的庫爾默蘭鄰近異教徒的土地，但是並沒有成功。1215年，奧利瓦的克里斯蒂安被任命為古普魯士人的傳教主教，隔年他在庫爾默蘭的住所被普魯士軍隊摧毀。1219年、1222年進行的數次運動都失敗而回，康拉德選擇與普魯士部落長期進行邊界糾紛。
康拉德對普魯士的持續攻擊引來對方入侵在他統治的馬佐夫舍邊界，而普魯士人亦正在試圖重新控制有爭議的庫爾默蘭，甚至威脅康拉德的住所普沃茨克城堡。受到不斷的普魯士突襲和反突襲，康拉德現在想要在這場對庫爾默蘭邊境的戰鬥中穩定他的馬佐夫舍公國北部地區。於是在1226年康拉德一世請求德意志條頓騎士團保衛他的邊境並征服波羅的海地區的普魯士異教徒。
於是神聖羅馬皇帝腓特烈二世發佈里米尼金璽詔書，宣稱自己和神聖羅馬帝國將普魯士和臨近省份的人民受其直接保護，並宣佈此地居民由「帝國直轄」，也就是直接，並只由教廷和帝國統治，免除其他貴族對他們的司法權，此地居民也不必為這些公爵效勞。條頓騎士團名義上由教宗直接領導，但也受神聖羅馬帝國的掌控，他們佔據了波羅的海地區的大部分，並在普魯士建立了自己的修士國。 
1228年，奧利瓦的克里斯蒂安創建多布任騎士團，這個騎士團正式的名稱是（普魯士的 / 多布任的）基督軍事兄弟會，這是第一個、也是唯一在波蘭土地上創建的武裝修會。創建此騎士團的目的在於保護馬佐夫舍與庫亞維兩個公國，免於受到信仰多神異教的普魯士人的侵犯，同時也必須作為西妥修會於普魯士地區傳教的安全保障，簡單說就是為前往普魯士地區傳教的傳教士擔任保鑣。
1230年，康拉德一世和條頓騎士團簽訂克魯什維察條約，承諾如果條頓騎士團征服庫爾默蘭，他將把這塊土地永久贈予騎士團；這也就是說條頓騎士團對庫爾默蘭擁有所有權，而非封地的所有權仍然屬於君主。1234年，條頓騎士團贏得瑟格納戰役的勝利，教宗額我略九世又頒布列蒂金璽詔書，承認騎士團對他們征服的土地的所有權，同時要求他們將當地原住民基督教化。這樣一來，條頓騎士團獲得了三重的書面承諾，成為他們征服普魯士地區之後成立條頓騎士團國的基礎，並在1235年和1237年分別將普魯士的多布任騎士團和利沃尼亞的宝剑骑士团併入其中。

## 克拉科夫大公
1228年，康拉德一世與西里西亞公爵亨里克一世之間爆發戰爭。起初亨里克一世在幾場戰鬥中獲得勝利，但作為克拉科夫總督的他卻難以壓服克拉科夫貴族，而使得局勢轉趨不利。1229年，亨里克一世便與康拉德一世相會於史比高維茲，會議中雙方發生爭吵，隨後康拉德的騎士便趁一團混亂之機，打傷了亨里克一世的人馬，並將亨里克一世俘擄走成為階下囚，隨後他的兒子亨里克二世很快地便被推舉為西里西亞公國的監國。康拉德一世在排除波蘭國王瓦迪斯瓦夫三世的盟友後便趁機進攻大波蘭，隨後更進入克拉科夫取得波蘭大公的地位。與此同時，亨里克二世則力保西里西亞公國的獨立，並試圖重新掌握小波蘭。亨里克一世最終在其妻海德薇加·德·安德希斯的奔走下以及向天發誓不與康拉德一世為敵後獲得釋放。但由於亨里克一世是被迫發誓，因此他很快地就請求教宗額我略九世幫其解除誓言，並迅速與瓦迪斯瓦夫三世結盟共同對抗康拉德一世。1231年他們攜手發起反攻，起初戰爭進行得十分順利，但瓦迪斯瓦夫三世卻意外在格涅茲諾城下被刺身亡，亨里克一世於是便繼承了他在大波蘭的權位。
1241年，蒙古入侵波蘭，當時的克拉科夫大公亨里克二世在萊格尼察戰役中戰死，於是康拉德一世趁機進入克拉科夫，再次成為克拉科夫大公，但是得不到當地貴族的認同。兩年後，貴族擁戴他的侄兒、年僅17歲的波列斯瓦夫五世（莱谢克一世之子）為克拉科夫大公，並打敗康拉德一世的軍隊。

## 家庭
1208年左右，康拉德與庫爾斯克王公斯維亞托斯拉夫的女兒艾加菲亞結婚，兩人共有三個兒子：
1. 波列斯瓦夫（1208年—1248年）
2. 卡齊米日（約1211年—1267年）
3. 謝莫維特（？年—1262年）